# Thung Sin Nio
Thung Sin Nio (* 22. Mai 1902 in Batavia; † 5. Januar 1996 in Eindhoven) war Ärztin, Frauenaktivistin, Wirtschaftswissenschaftlerin und Lehrerin.

## Leben
Ihre Familie stammt ursprünglich aus dem chinesischen Kreis Hua’an. Nach dem Tod ihrer Eltern wurde sie erst Buchhalterin, später erlangte sie an der Niederländisch-Chinesischen Schule in Batavia die Qualifikationen, als Lehrerin zu arbeiten. Im Anschluss ging sie nach Rotterdam, um 1924 am dortigen Wirtschaftsgymnasium Wirtschaftswissenschaften zu studieren. Um eine Hochzeit zu besuchen, reiste Thung Sin Nio 1929 zurück nach Batavia. 1930 gründete sie in der Nähe der Stadt ein Internat für chinesische Mädchen, um für diese den Zugang zu einem Studium zu erleichtern. Zwei Jahre später beendete sie ihr unterbrochenes Studium und promovierte in Rotterdam. Sie entschied sich, an ihr erstes Studium ein Medizinstudium anzuschließen. 1948 engagierte sie sich politisch in der Partei Chinesische Union (Vorgänger der Demokratischen Chinesischen Partei Indonesiens). Von 1949 bis 1951 saß sie als erste Frau im Stadtrat von Jakarta. Sie war weiter politisch aktiv für das mittlerweile unabhängige Indonesien und besuchte mit ihrer Delegation u. a. Moskau. 1968 kehrte sie zurück in die Niederlande, wo sie am 29. April 1983 den niederländischen Verdienstorden Orden von Oranien-Nassau erhielt.

## Wirken

### Engagement in den Niederlanden
Während ihres Medizinstudiums in den Niederlanden von 1931 bis 1938 unterstützte sie die Arbeit von Catharine van Tussenbroek. Sie war Ärztin und gleichzeitig um die 1880er Jahre die erste weibliche Gynäkologin der Niederlande. Sie wies die Eileiterschwangerschaft nach. Außerdem versuchte sie, eine politische Partei für Frauen des Landes zu gründen. Der Versuch schlug fehl, was nach Thung Sin Nio daran lag, dass die Frauen zu der Zeit die Ehe immer noch als Ideal ansahen und die eigene wirtschaftliche Unabhängigkeit für zu unbedeutend hielten.

### Ärztliche Tätigkeiten in Indonesien
Nachdem sie 1929 zurück nach Niederländisch-Ostindien kehrte, arbeitete sie zeitweise als Assistentin eines Arztes. Sie behandelte vorwiegend in Armut lebende Frauen, welche primär unter Geschlechtskrankheiten und Unterernährung litten. 1931 entschied sie sich aufgrund ihrer gerade in Batavia gemachten Erfahrungen Medizin zu studieren, um in ihrer Heimat Menschen helfen zu können. Während des Zweiten Weltkriegs besetzte Japan zwischen Dezember 1941 und Sommer 1942 Südostasien, darunter auch Niederländisch-Ostindien. In diesem Zeitraum gründete Thung Sin Nio ein ausschließlich von Frauen betriebenes Krankenhaus in Batavia und behandelte dort alle Kinder der Stadt. Nach eigenen Angaben hätte sie zeitgleich als Ärztin, Oberschwester und Psychiaterin fungiert.

### Die Gründung desHotspot-Club
Nachdem Thung Sin Nio 1938 nach erfolgreichem Abschließen ihres Medizinstudiums zurück nach Batavia kehrte, gründete sie den Hotspot-Club. Dieser stellt einen Dinnerclub für Frauen dar und hatte die Absicht, dass sich Frauen aus verschiedenen Gesellschaftsschichten besser kennenlernen und verstehen. 1939 nahm die Indies Association of Women’s Interests and Equal Citizenship an diesen Dinnern teil.